# Togrul I.
Togrul, također Toğrül, Tuğril, Tuğrul ili Toghrïl Beg (oko 990. – 4. rujna 1063.), bio je drugi po redu vladar Seldžučkog Carstva.
Togrul beg je turkijska plemena iz stepa Središnje Azije okupio u plemenski savez nazvan po svom pretku Seldžuku, te je osvojio zapadni Iran. Nakon što je osvojio Perziju, godine 1055. je uspio osvojiti Bagdad čime je nastalo Seldžučko Carstvo. Uspio je pod svoju kontrolu staviti abasidske kalife te upravljati njihovom vojskom. Nastavio je napredovanje na zapad i došao u sukob s Bizantom i Fatimidima. 

## Životopis
Na vlast je došao oko 1016. Godine 1025. su Togrulov brat Čagri beg njegov sin Alp Arslan služili Karakanidima iz Buhare. Kada su Karakanide porazili Gaznavidi pod vodstvom Mahmuda, Togrul je izbjegao u Horezm, a Alp Arslan u Horasan. 
Nešto kasnije su Gaznavidi protjerali Togrulovog i Čagrijevoga strica iz Horasana, na što su se oba brata vratila u Horasan 1028. – 1029. te osvojila Merv i Nišapur. Vojne pohode su potom usmjerili na Buharu i Balhu. Godine 1037. su osvojili Ghazni te se Togrul u Nišapuru okrunio za sultana. Godine 1040. je u bitci kod Dandanakana nanio odlučujući poraz Mahmudovom sinu Mas’udu I. te ga prisilio da napusti zapadne pokrajine svoje države i izbjegne u današnji Lahore. Togrul je potom Čagrija postavio za guvernera Horasana, a u razdoblju 1040. – 1044. se okrenuo osvajanju Iranske visoravni. Godine 1054. je prvi put počeo upadati u Anadoliju kada je došao u sukob s Bizantincima. Godine 1054. ga je abasidski kalif Al-Qa'im zamolio da osvoji Bagdad, kojim su vladali Bujidi. U osvojenom Bagdadu došlo do sukoba bivše bujidske i turkmenske vojske, koju je vodio Togrulov pobratim Ibrahim Jinal, te su Fatimidi godine 1058. ponovno osvojili Bagdad. Dvije godine kasnije je Togrul na kraju ipak uspio osvojiti Bagdad.

## Nasljedstvo
Togrul je umro u Raju u Iranu 4. rujna 1063. bez djece. Za prijestolje su se borila tri kandidata: nećaci Sulejman i Alp Arslan, sinovi Čagri bega, i bratanac Kutalmiš, koji je podržavao Yinalisovu pobunu u Bagdadu. Pobijedio je Alp Arslan i 27. travnja 1064. došao na seldžučko prijestolje.